# Mykologia przemysłowa
Mykologia przemysłowa lub mykologia techniczna – interdyscyplinarna nauka wchodząca w zakres mykologii, czyli nauki o grzybach i techniki i będąca częścią biotechnologii. Zajmuje się badaniem metabolizmu grzybów i wykorzystywaniem ich do produkcji i otrzymywania różnych związków organicznych. Przykłady obejmują produkcję na dużą skalę antybiotyków (na przykład przez gatunki Penicillium), witaminy C i kwasu cytrynowego (przez gatunki Aspergillus) oraz witamin z grupy B przez drożdże. Grzyby wykorzystywane są także do produkcji innych lekarstw i suplementów diety, a także żywności.